# Omweso

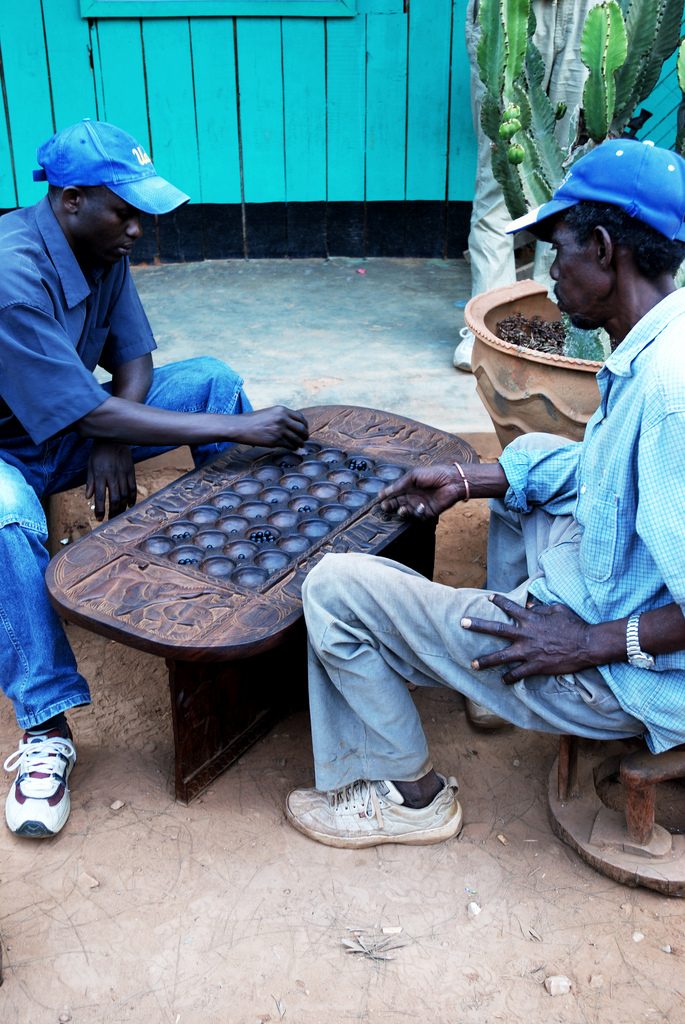
Giocatori di Omweso a Kigali, in Ruanda

L'omweso (o mweso) è il mancala tipico dell'Uganda e del Ruanda, e viene giocato in particolare dal popolo dei Baganda. Si tratta di un gioco da tavolo astratto per due giocatori, che utilizza un tavoliere composto da 4 file di 8 buche e 64 semi. L'equipaggiamento è quindi lo stesso del bao; tuttavia, nell'omweso non viene attribuito alcun significato particolare alla buca nyumba.
L'omweso è un gioco molto importante nella famiglia dei mancala, e ne esistono in Africa meridionale e orientale numerosissime varianti, che differiscono dal gioco standard solo per pochissime regole e saranno di conseguenza presentate per differenza. Una variante minore dell'omweso è il coro, giocato nella regione di Lango, in Uganda; uguale al coro, con un diverso tavoliere, è l'aweet sudanese. Essenzialmente lo stesso gioco (con qualche semplificazione) viene chiamato owela o hus (talvolta scritto ||hus o ||hüs) in Namibia. Ancora varianti minori dell'omweso sono il kombe (giocato a Lamu, Kenya), il mongale (Mombasa, ancora Kenya), il mongola (Congo) e l'igisoro (Ruanda). Molto simile all'omweso è anche il kiela dell'Angola.

## Etimologia
Il nome omweso e i suoi derivati nascono da contrazioni dell'espressione swahili michezo ya mbao, letteralmente "giochi con tavoliere" (dalla paola mbao, tavoliere, derivano i nomi di altri mancala come il bao). Sempre in swahili, kombe è il nome dei semi dell'albero mkombe o mkombwe (Caesalpinia bonduc). Mbao ya kombe significa il "tavoliere con i kombe" e mchezo wa kombe significa "il gioco con i kombe". Mongola e mongale sono entrambi nomi derivati dalla stessa radice di mancala, l'arabo naqala, "spostare".

## Lo omweso nella società
L'omweso viene considerato un gioco per soli uomini, ed era associato in passato alla corte dei Kabaka, da cui il motto "se non giochi a omweso non sai cosa succede" (ovvero: giocare a omweso era un modo per trovarsi a corte ed essere informati delle decisioni dei regnanti).

## Regole

### Disposizione iniziale
Nell'omweso come nel bao, ogni giocatore controlla due file da 8 buche e 32 semi. I semi possono essere disposti liberamente da ciascun giocatore nelle proprie buche. Alcune disposizioni tipiche sono:
4 4 4 4 4 4 4 4
0 0 0 0 0 0 0 0
0 0 0 0 0 0 0 0
4 4 4 4 4 4 4 4
2 2 2 2 2 2 2 2
2 2 2 2 2 2 2 2
2 2 2 2 2 2 2 2
2 2 2 2 2 2 2 2
4 0 4 0 4 0 4 0
0 4 0 4 0 4 0 4
4 0 4 0 4 0 4 0
0 4 0 4 0 4 0 4

### Turno di gioco
Al proprio turno, il giocatore preleva tutti i semi da una qualsiasi buca occupata da almeno due semi e li semina in senso antiorario.
Se l'ultimo seme viene deposto in una buca vuota, il turno è completato.
Se l'ultimo seme viene deposto in una buca occupata, questo può dar luogo a una cattura oppure a una semina a staffetta, rispettivamente a seconda che la buca in questione sia o meno un marker. Un marker è una buca interna contenente almeno un seme e posizionata nella stessa colonna di due buche avversarie entrambe occupate da semi. In alcuni luoghi (ma non nelle regole ufficiali dell'Uganda), anche le buche della fila esterna vengono considerate marker, sotto le stesse condizioni.
Se l'ultimo seme viene deposto in un marker, tutti i semi avversari presenti nelle due buche di quella colonna vengono catturati e seminati dal giocatore che ha eseguito la cattura. La semina dei semi catturati riparte dalla cella successiva a quella da cui erano stati prelevati i semi che hanno condotto alla cattura; in altre parole, ripercorre le stesse caselle percorse dalla semina precedente (nel caso di semina a staffetta, ovvero di una sequenza di semine, si ripercorrono le caselle percorse dall'ultima semina della sequenza).
Come nel Bao, semine a staffetta e catture si possono alternare liberamente nel corso di un turno.
Una qualsiasi semina (sia all'inizio che durante un turno) può anche essere eseguita, a discrezione del giocatore, in senso orario, a patto che tale semini porti a una cattura e che la semina parta da una delle quattro buche più a sinistra (le due interne e le due esterne più a sinistra) delle file del giocatore di turno. Talvolta viene imposta la regola più restrittiva per cui si può seminare in senso antiorario solo durante una staffetta, se l'ultimo seme di una semina viene deposto in una delle due buche più a sinistra delle file del giocatore (e comunque solo se l'inversione del senso di semina porta a una cattura).
I giocatori sono generalmente tenuti a fare la propria mossa più velocemente possibile; un'esitazione eccessiva viene talvolta pagata con l'immediata conclusione del turno. Nelle regole ufficiali usate in Uganda, per esempio, il giocatore ha tempo tre secondi per giocare; un arbitro è preposto a contare i tre secondi, scandendo i primi due con le parole omu ed embiri. Spesso si considera anche lecito, per un giocatore, saltare il proprio turno (per esempio se non sa cosa fare); se però anche l'avversario "salta", il primo giocatore è tenuto a muovere immediatamente.

### Vittoria
La vittoria "normale" avviene quando uno dei giocatori non può più muovere (e quindi perde).
L'Omweso prevede anche altre modalità di vittoria possibili:
- akakyala: un giocatore che catturi per due turni successivi prima che l'avversario sia riuscito a eseguire la prima cattura, ha vinto immediatamente la partita.
- emitwe-ebiri (letteralmente "tagliare alle due estremità"): un giocatore che catturi i pezzi avversari sulla prima e sull'ultima colonna in una singola mossa vince immediatamente la partita.

Un caso particolare di vittoria detta akawumbi, avviene quando un giocatore, in un unico turno, cattura da tutte le buche avversarie (quindi l'avversario deve avere semi in tutte le buche), concludendo la sequenza di catture con una delle colonne agli estremi. Questo "cappotto", in un torneo, conta generalmente come più (spesso molte) vittorie "normali".

### Mosse infinite
È teoricamente possibile che una semina inneschi una catena infinita (un circolo) di semine, risultando in un turno di gioco di durata infinita. Per questo motivo, nei tornei viene imposto un limite superiore di tempo alla durata di una mossa, oltrepassato il quale la partita viene annullata. Poiché i semi catturati non vengono rimossi dal gioco, ma passano solo di mano, anche la durata della partita può diventare notevole, soprattutto fra giocatori non esperti.

## Varianti

### Variante Hus

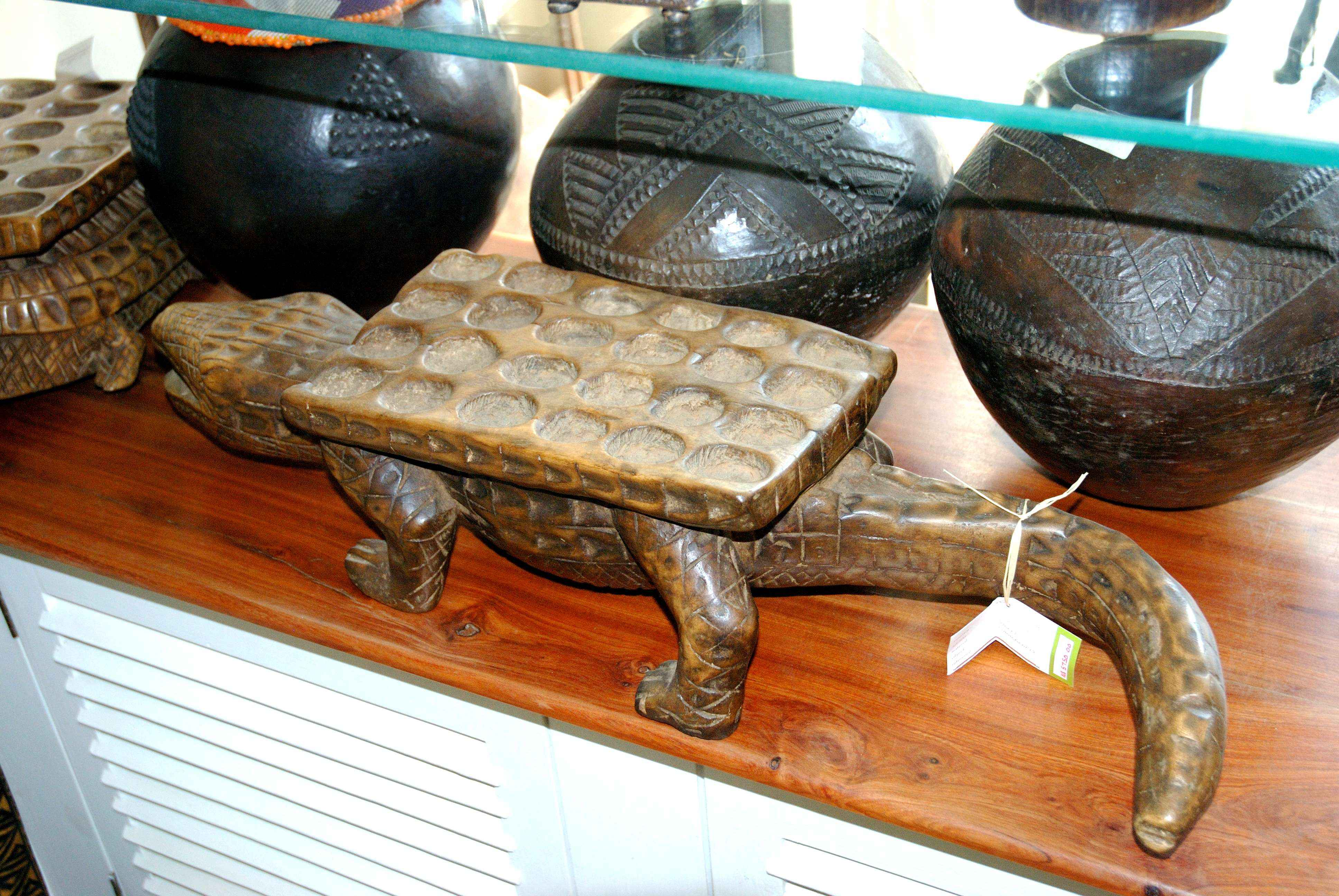
Tavoliere da Omwela 4x6 (Swakopmund, Namibia)

Lo Hus o Omwela viene giocato dalle popolazioni Berg-dama, Nama, Herero, Kanyama, Ndonga, Kwangari, Mbukushu e Heiom della Namibia. Il nome viene talvolta scritto ||Hūs; il "||" rappresenta una della consonanti clic delle lingue Khoisan, uno schiocco con la lingua simile a quello che si fa per incitare un cavallo.
In genere, lo Hus si gioca con un tavoliere 4x8 come quello dell'Omweso, con 48 semi (24 per giocatore). La disposizione iniziale dei semi è come segue:
2 2 2 2 2 2 2 2
2 2 2 2 0 0 0 0
0 0 0 0 2 2 2 2
2 2 2 2 2 2 2 2
In Namibia sono comunque diffusi anche tavolieri da Omwela con diversi dimensionamenti; in particolare, sono abbastanza comuni quelli 4x6.
Nello Hus, solo le buche della fila interna sono considerate marker (non si può catturare depositando un seme nella fila esterna). Vi sono altre due differenze rispetto allo Omweso: non è mai consentita la semina in senso orario; e l'unica condizione di vittoria prevista è quella "normale" (perde il giocatore che non è più in grado di muovere).

### Variante Igisoro
Nell'Igisoro, la disposizione iniziale dei pezzi è in numero di 4 per buca per ogni buca delle file interne. I marker sono, come nello Hus, le buche della fila interna posizionate nella stessa colonna di due buche avversarie occupate. Si semina in senso antiorario; ma se una semina termina in una delle quattro buche evidenziate qui sotto, e dà luogo a una staffetta o una cattura, il verso della successiva semina può essere scelto liberamente. Il senso di semina dovrà essere mantenuto per il resto del turno (a meno che non si cada nuovamente in una di queste buche).
X 0 0 0 0 0 0 X
0 X 0 0 0 0 X 0
0 X 0 0 0 0 X 0
X 0 0 0 0 0 0 X

### Variante Coro
Il Coro giocato nella regione di Lango in Uganda differisce dall'Omweso per il fatto che in una cattura vengono prelevati non solo i semi avversari, ma anche quelli della propria buca antistante a quelle avversarie catturate.

### Variante Aweet
Lo Aweet differisce dal Coro solo nelle dimensioni del tavoliere, composto da 4 file di 10 buche.

### Variante Kombe
La disposizione iniziale dei semi nel Kombe segue generalmente uno schema diverso da quelli usati per l'Omweso:
5 5 5 5 0 0 0 0
2 2 2 6 0 0 0 0
0 0 0 0 6 2 2 2
0 0 0 0 5 5 5 5
La cattura segue le stesse regole dell'Omweso, ma vengono catturati solo i semi della buca avversaria interna. Inoltre, è sempre consentito iniziare una semina in senso orario a patto che questa conduca, almeno indirettamente, a una cattura.
Un costume tipico dei giocatori di Kombe è quello di distribuire i semi, durante una semina, seguendo un ordine bizzarro, non necessariamente in ordine. Il risultato finale dev'essere quello della semina convenzionale, ma non è insolito, per esempio, che un giocatore calcoli in anticipo dove terminerà la propria semina e deponga i semi nelle buche a ritroso, probabilmente allo scopo di confondere l'avversario (anche nel caso del Kombe si richiede che i giocatori muovano nel minor tempo possibile).

### Variante Mongale
Il Mongale utilizza 68 semi disposti come segue:
4 4 4 0 0 0 0 0
2 2 2 0 7 0 0 7
7 0 0 7 0 2 2 2
0 0 0 0 0 4 4 4

### Variante Mongola
Il Mongola usa tavolieri 4x7 anziché 4x8, e solo 56 semi. La disposizione iniziale dei semi è una variante della disposizione "a scacchiera" dell'Omweso::
4 0 4 0 4 0 4
0 4 0 4 0 4 0
0 4 0 4 0 4 0
4 0 4 0 4 0 4
Le regole del gioco differisono da quelle dell'Omweso in due modi:
1. si considerano marker (buche da cui è possibile eseguire una cattura) solo le buche che contengono almeno due semi (anziché almeno uno).
2. se l'ultimo seme di una semina cadrebbe in una buca con meno di due semi, lo si depone nella buca successiva; qualunque sia il contenuto di tale buca, il turno termina, senza cattura.

## I tavolieri tradizionali

### Omweso
I tavolieri da omweso dell'Uganda sono fra i più apprezzabili come oggetti ornamentali. Le dimensioni tipiche sono 20x50cm per circa 2 cm di spessore; le case hanno pareti oblique e non vi sono spazi vuoti fra l'una e l'altra. Il tavoliere non è quasi mai perfettamente rettangolare; i lati destro e sinistro sono leggermente curvi verso l'interno. I pezzi tipici utilizzati sono semi di Mesoneurum welwitschianum, e appaiono come sfere nere quasi perfette di circa 1 cm di diametro.

### Kombe
I tavolieri da kombe di Lamu sono particolarmente grandi e solidi; le dimensioni tipiche sono almeno 35x70 cm per 4 cm di altezza. Di solito, la quarta buca da destra delle file interne è quadrata; il motivo è che questa buca ha uno speciale significato in altri giochi per i quali si usa lo stesso tavoliere (vedi bao); inoltre, spesso sono presenti due grandi "tasche" sporgenti da uno dei lati del tavoliere (anche queste sono utilizzate nel bao o nei mancala in cui i pezzi catturati vengono tolti dal tavoliere). I semi tipicamente usati sono di Caesalpinia bonduc, in Swahili Mkombe, un tipo di pisello; nell'aspetto e nelle dimensioni sono piuttosto simili a olive verdi, ma hanno la caratteristica che, a causa della mobilità del seme interno, scuotendoli producono un rumore di sonaglio e tendono a non rimbalzare quando li si lascia cadere sul tavoliere. Tavolieri del tutto analoghi, con questo tipo di semi, si trovano anche in altre regioni dell'Africa dove si gioca a mancala che usano lo stesso equipaggiamento, per esempio in Malawi.